# Canton Charge 2018-2019
La stagione 2018-19 dei Canton Charge fu la 18ª nella NBA D-League per la franchigia.
I Canton Charge arrivarono quarti nella Central Division con un record di 22-28, non qualificandosi per i play-off.

## Roster
| N° | Naz.                   | Ruolo | Sportivo                   | Anno | Alt. | Peso |
| -- | ---------------------- | ----- | -------------------------- | ---- | ---- | ---- |
| 0  | Stati Uniti (bandiera) | A     | ShawnDre' Jones            | 1994 | 183  | 77   |
| 0  | Stati Uniti (bandiera) | A     | Billy Preston              | 1997 | 208  | 109  |
| 1  | Porto Rico (bandiera)  | G     | John Holland               | 1988 | 196  | 93   |
| 2  | Stati Uniti (bandiera) | G     | Kobi Simmons               | 1997 | 196  | 75   |
| 3  | Stati Uniti (bandiera) | A     | Jaron Blossomgame          | 1993 | 201  | 100  |
| 5  | Stati Uniti (bandiera) | G     | Muhammad-Ali Abdur-Rahkman | 1994 | 193  | 86   |
| 5  | Stati Uniti (bandiera) | G     | Nigel Johnson              | 1995 | 185  | 83   |
| 6  | Stati Uniti (bandiera) | G     | Levi Randolph              | 1992 | 196  | 94   |
| 7  | Stati Uniti (bandiera) | G     | Malik Newman               | 1997 | 191  | 86   |
| 10 | Stati Uniti (bandiera) | G     | Isaac Hamilton             | 1994 | 193  | 88   |
| 11 | Stati Uniti (bandiera) | G     | Scoochie Smith             | 1994 | 188  | 82   |
| 12 | Australia (bandiera)   | G     | Deng Adel                  | 1994 | 201  | 91   |
| 15 | Stati Uniti (bandiera) | A     | Sir'Dominic Pointer        | 1992 | 198  | 87   |
| 20 | Stati Uniti (bandiera) | A     | Phillip Carr               | 1995 | 203  | 93   |
| 20 | Stati Uniti (bandiera) | A     | Jalen Jones                | 1997 | 201  | 95   |
| 21 | Stati Uniti (bandiera) | C     | Chance Comanche            | 1996 | 208  | 95   |
| 22 | Stati Uniti (bandiera) | A     | JaCorey Williams           | 1994 | 203  | 100  |
| 33 | Stati Uniti (bandiera) | A     | Emanuel Terry              | 1996 | 206  | 100  |
| 35 | Stati Uniti (bandiera) | A     | Bonzie Colson              | 1996 | 198  | 102  |

## Staff tecnico
- Allenatore: Nate Reinking
- Vice-allenatori: Melvin Ely, Sam Jones, Tyler Neal, Austin Peterson
- Preparatore atletico: Josh Wiemels
- Preparatore fisico: Brandon Joyner